# Nikolauskapelle (Köditz)

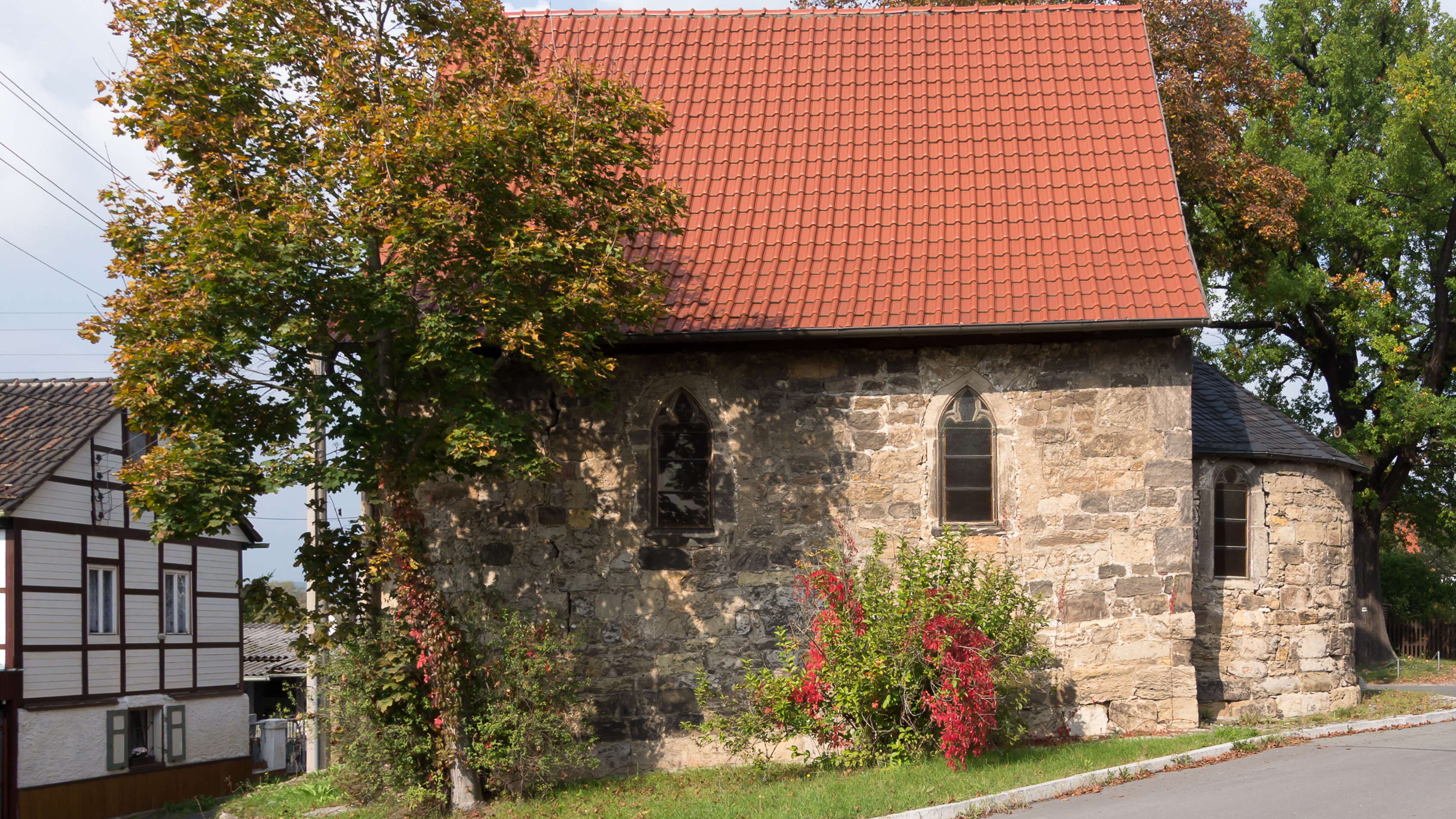
Nikolauskapelle

Die evangelisch-lutherische, denkmalgeschützte Nikolauskapelle steht in Köditz, einem Stadtteil von Saalfeld im Landkreis Saalfeld-Rudolstadt in Thüringen. Die Kirchengemeinde Köditz gehört zum Pfarrbereich Saalfeld II (Mitte)-Unterwellenborn im Kirchengemeindeverband Saalfeld im Kirchenkreis Rudolstadt-Saalfeld der Evangelischen Kirche in Mitteldeutschland.

## Beschreibung
Die romanische Kapelle, sie wurde erstmals 1383 erwähnt, besteht aus einem kleinen, rechteckigen, mit einem Satteldach bedeckten Langhaus und einer östlich angebauten halbkreisförmigen Apsis, im Wesentlichen aus Quadermauerwerk. Die Kapelle wurde im Dreißigjährigen Krieg zerstört, aber 1682 wiederhergestellt. Auf der Nordseite befindet sich ein romanisches, rundbogiges Portal.
Der Innenraum ist mit einer Kassettendecke überspannt, die mit Rosetten bemalt ist. Langhaus und Apsis sind durch einen Triumphbogen miteinander verbunden. Dort stehen das Taufbecken und die Kanzel von 1682. Die Emporen im Norden und Westen sind eingeschossig. Ihre Brüstungen sind mit kalligraphisch gestalteten Sinnsprüchen aus der Bibel bemalt.
Das älteste Stück der Kirchenausstattung ist ein spätgotisches Triptychon, entstanden um 1520, das ausschließlich aus Tafelbildern besteht. In der Mitte ist Maria mit Laurentius und Florian zu sehen. Auf den Flügeln sind die Apostel Philippus und Jakobus dargestellt.